# 听湖水库
听湖水库是中国云南省文山壮族苗族自治州砚山县境内的一座水库，位于法自河上，建于1958年。水库正常库容为1336万立方米，集雨面积为86平方千米，海拔为1521.2米。